# علي حسين رحيمة
علي حسين رحيمة المطيري مواليد 3 أغسطس 1983 من مدينة الصدر، لاعب كرة قدم عراقي لعب مع نادي الأهلي طرابلس في ليبيا ونادي الوكرة القطري. ولعب مع منتخب العراق لكرة القدم منذ عام 2005 واعتزل في عام 2016، وقد كان مع الفريق الفائز في كأس آسيا 2007.
ويعتبر علي رحيمة المطيري صخرة في الدفاع العراقي حيث كانت بدايته مع نادي الطلبة العراقي موسم 2002–2003.
وشارك مع المنتخب العراقي في كأس القارات عام 2009
حقق علي حسين رحيمة
كاس اسيا 2007
وصيف كاس الخليج 2013
كاس نجوم قطر 2012
كاس المثابرة 2002
فضية الألعاب الاسيوية 2006
ذهبية العاب غرب اسيا 2005
وصيف كاس غرب اسيا 2007
شارك في كاس اسيا 2007 شارك في ستة مباريات و2011 شارك في ارعة مباريات
شارك في كاس الخليج 2005 شارك في مبارتان و2006 شارك في ثلاثة مباريات و2009 شارك في مبارتان و2010 شارك في أربعة مباريات و2013 شارك في أربعة مباريات
شارك في كاس غرب اسيا 2007 شارك في أربعة مباريات و2010 شارك في ثلاثة مباريات
شارك في العاب غرب اسيا 2005 شارك في خمسة مباريات
شارك في دوري ابطال اسيا 2003 شارك في ثلاثة مباريات
شارك في الألعاب الأولمبية 2004
المركز الرابع في الألعاب الأولمبية في اثينا في اليونان 2004
لعب مع الطلبة والوكرة واهلي طرابلس والمنتخب العراقي للناشئين والمنتخب العراقي للشباب والمنتخب العراقي للأولمبي والمنتخب العراقي الرديف والمنتخب العراقي الوطني
يلقب بالاسد وبصخرة الدفاع
شارك في كاس القارات 2009 في المباريات الثلاثة التي لعبها المنتخب وان تم الاسغناء عن علي حسين رحيمه فهو مع القوه الجويه

## كأس آسيا 2007
منذ لعبه في كل دقيقة من حملة العراق الحائزة على اللقب في كأس آسيا 2007، أثبت علي رحيمة مكانته كواحد من لاعبي الفريق الدفاعيين. احتفظ بمكانه المعتاد خلال فشل العراق في التصفيات المؤهلة لكأس العالم جنوب أفريقيا 2010 FIFA ، حيث بدأ سبع من مباريات الفريق الثماني. بعد اللعب في نادي طلبة والقوى الجوية وأربيل، حصل ريما على أول تحرك دولي له عندما وقع مع العملاق الليبي الأهلي عام 2007. بعد قضاء موسم مع النادي ومقره طرابلس، انجذب إلى الملابس القطرية الوكرة، حيث يواصل اللعب.
وبصرف النظر عن تعزيز الدفاع العراقي، يمكن أن يلعب ريما دوره كلاعب خط وسط دفاعي في تشكيله 4-5-1، مما يحمي الظهر الأربعة أثناء شن هجمات مضادة من العمق.
أعلن رحيمة اعتزاله كرة القدم الدولية، مستشهدا بأسبابه للسماح للاعبين الصغار بفرصة تمثيل المنتخب العراقي.

## الأنجازات
النادي
•الدوري العراقي الممتاز
¤ مع نادي القوة الجوية/ 2005-2004
¤ مع نادي أربيل/2007-2006
¤ مع الزوراء/2018-2017
•كأس العراق
¤ مع نادي الطلبة/2003
•كأس السوبر العراقي
¤ مع نادي الطلبة/2002
¤ مع الزوراء/2017
بلد
منتخب العراق لكرة القدم
¤ الميدالية الفضية للألعاب الاسيويه/2006
¤ كأس آسيا /2007/الفائز
¤ كأس الخليج العربي الحادي والعشرون

## روابط خارجية
- علي حسين رحيمة على موقع الاتحاد الدولي (مؤرشف)  (الإنجليزية)
- علي حسين رحيمة على موقع قاعدة بيانات كرة القدم.إي يو (الإنجليزية)
- علي حسين رحيمة على موقع ناشيونال فوتبول تيمز (الإنجليزية)